# 陸煥恆
陸煥恆（英語：Godwin Luk Wun Heng，1992年4月27日—），香港男演員、健身教練及模特兒，曾是香港航空機艙服務員，現為無綫電視經理人合約藝員。

## 簡歷
陸煥恆有一名胞妹；1998至2009年間曾就讀九龍禮賢學校小學部及匯基書院 (東九龍)，完成中五（2009年會考生）課程後往加拿大滑鐵盧區升學和生活，在基秦拿東部基督教私立學校「Rockway Mennonite Collegiate」入讀中六年級，2014年便取得滑鐵盧大學環境管理系學士學位，2016年則加入香港航空從事機艙服務員工作。2020年2至12月，香港航空因受新冠肺炎疫情所影響，決定大幅裁減多名員工，向機師、機艙服務員及地勤人員提出減薪兼放無薪假的要求，並申請了特區政府第二期「保就業」計劃津貼，以減輕業務負擔。基於前景未明，他開始兼職模特兒和私人健身教練，曾在茂宸晉康醫療中心開設減肥健身班；同年12月初嘗試參加無綫電視舉辦的《衝上雲霄大選》人才招募比賽，最終贏得季軍。
2021年1月，陸煥恆加入成為無綫電視經理人合約藝員。

## 演出作品

### 電視劇
| 首播     | 劇名                 | 角色                 |
| 無綫電視 |                      |                      |
| 2022年   | 雙生陌生人           | 海味店店員（第12集） |
| 2022年   | 回歸光影頌: 我的驕傲 | 阿 軒                |
| 2022年   | 下流上車族           | 地產經紀（第1集）    |
| 2023年   | 隱形戰隊             | 馮 進                |
| 2023年   | 法言人               | 力                   |
| 2023年   | 你好，我的大夫       | 醫 生（第14集）      |
| 2025年   | 奪命提示             | 廣告導演（第14集）   |

### 綜藝節目
| 首播     | 節目名               | 備註       |
| 無綫電視 |                      |            |
| 2020年   | 衝上雲霄大選         | 參賽者之一 |
| 2021年   | 萬千星輝頒獎典禮2020 | 列席者之一 |
| 2021年   | 金牛獻瑞賀新禧       | 演出嘉賓   |
| 2021年   | 明星運動會           | 演出       |

## 曾獲獎項與提名
| 年份   | 獎項             | 結果 |
| 2020年 | 衝上雲霄大選季軍 | 獲獎 |

## 外部連結
- 陸煥恆的Facebook專頁
- 陸煥恆的Instagram帳戶
- KS basketball @OPENBALL - 陸煥恆的專頁 （页面存档备份，存于）
- 香港航空 - 毅聯超級籃球聯賽（PAL） （页面存档备份，存于）